# Sifre
Sifre (in ebraico סִפְרֵי‎?; siphrēy, Sifre, Sifrei, anche Sifre debe Rab o Sifre Rabbah) si riferisce al Midrash Halakhah, o alla esegesi biblica giuridica classica, basata sui libri di Bamidbar (Numeri) e Devarim (Deuteronomio).

## Traduzioni moderne
Una traduzione (EN)  moderna è quella di Jacob Neusner, Sifre to Numbers (1986) e Sifre to Deuteronomy (1987). L'accademico Reuven Hammer ha tradotto la sezione relativa al Deuteronomio in Sifre: A Tannaitic Commentary on the Book of Deuteronomy (1987).